# Dahra
Dahra, bekannt auch als Dahra Djoloff, ist mit über 30.000 Einwohnern die größte Stadt im Département Linguère der Region Louga, gelegen im zentralen Norden des Senegal.

## Geographische Lage
Dahra liegt 224 Kilometer nordöstlich von Dakar im Zentrum der Region Louga. Bis zur Regionalpräfektur Louga sind es 85 Kilometer, bis Linguère 52 Kilometer. Die Stadt liegt in der regenarmen und dünn besiedelten Ferlo. Die Landschaft ist von den klimatischen Bedingungen der Sahelzone geprägt.

## Geschichte
Dahra war Station einer in Louga beginnenden Zweigstrecke der Eisenbahnstrecke Dakar–Saint-Louis nach Linguère. Diese Stichbahn wurde zwischen 1907 und 1923 gebaut, inzwischen aber stillgelegt und teilweise demontiert. 1990 erlangte Dahra den Status einer Commune (Stadt).

## Bevölkerung
Die letzten Volkszählungen ergaben für die Stadt jeweils folgende Einwohnerzahlen:
| Jahr | Einwohner |
| ---- | --------- |
| 1988 | 11.150    |
| 2002 | 26.486    |
| 2013 | 32.941    |

## Verkehr
Dahra liegt an der Nationalstraße N 3. Diese verbindet die Städte Thiès, Khombole, Bambey, Diourbel, Mbacké und Touba im Südwesten mit Linguère, Ranérou, Ourossogui und Matam im Osten des Landes und mit der Grenze zu Mauretanien am Ufer des Senegal.

## Wirtschaft und Infrastruktur
Die beiden wichtigsten Wirtschaftszweig für Dahra sind Viehzucht und Handel. Die Stadt ist Schauplatz des größten wöchentlichen Viehmarktes in ganz Senegal. Wegen der zentralen Bedeutung als Wirtschaftsstandort im nördlichen Senegal erhielt die Stadt 2016 ein Haus der Justiz, um Rechtsstreitigkeiten an Ort und Stelle vor Gericht klären zu können.